# 客観写生
客観写生は、高浜虚子の造語。

## 概要
俳句における文学理論の一つで、正岡子規の「写生」を虚子なりに発展させ、現代の俳句創作でも要とされる。
その理論は、浜人への書簡で明らかにされている。
つまり、「俳句は短いため直接主観を述べる余地がなく、事物を客観的に描写することによって、そのうしろに主観を滲ませるほうがいい」という考え方である。詩歌の理論としては『万葉集』にある「寄物陳思」に近しいと理解してもいい。
虚子が句作の方法としての「客観写生」を提唱するのは大正時代であったが、昭和初期になると「花鳥諷詠」というスローガンを打ち立てた。その主張は最晩年まで変わらなかった。虚子自身の作品から、「客観写生」は「花鳥諷詠」のための技法であり、「花鳥諷詠」が実作の概念であったと見る方が正確である。

## 問題点
深見けん二は虚子の言葉として次のように述べている。
ここにある「自然を尊重して具象的に表現すること」が示すように、虚子のいう客観写生は「花鳥諷詠」とあいまって「自然を詠うもの」と考えられがちである。しかし、その自然（対象）には「人間界」も含まれており、人間も自然の一部と見るのである。「対象」つまり人間を含む自然とすることが虚子の論に近い。ところが、「作中主体を含めた人間を詠んでも良い」という虚子の説は俳壇でしばしば曲解されており、「虚子の俳句観は人間を軽視している」と批判されている。
もともと虚子自体は主情的な作風であった。虚子の代表句「春風や闘志いだきて丘に立つ」・「去年今年貫く棒の如きもの」・「爛々と昼の星見え菌生え」・「たとふれば独楽のはじける如くなり」は、いずれも客観写生句でなく、「爛々と昼の星見え菌生え」以外は写生句ですらない。しかも、虚子は（客観写生句でない）主観写生句である「金剛の露ひとつぶや石の上」（川端茅舎）や「秋の航一大紺円盤の中」（中村草田男）を称賛している。
虚子は俳誌等を通じて弟子たちに客観写生を勧め、極めるように奨励し、安易な主観写生を戒めた。実際は「客観写生は俳人がきちんと身につけるべき技法であり、絶対ではない」という認識であるが、結果として「客観写生絶対至上主義」との誤解を生んでしまった。そのため「「客観写生」は営業戦略である」との批判もある。また、その過程で、水原秋桜子よりも客観写生派の高野素十を高く評価した事により、1931年に秋桜子は主観の復権を旗印に虚子の客観写生を批判し、遂には「ホトトギス」を離脱した。その背景には素十と秋桜子の対立もあった。
以上のように、客観写生の問題点は、詠む対象及び表現方法を決める行為そのものに作者の入る以上、100％客観的な句は存在しえないということである。芸術である以上、写真と同じく、結局何かに焦点を当てる必要があり、焦点の選択過程で主観が入る。つまり、客観写生と主観写生は主観の濃度のちがいであり、客観写生は主観を抑制して事物の根源に迫ろうとする表現方法である。